# 김성일 (소설가)
김성일(1940년-)은 대한민국의 소설가이다. 1961년 현대문학에 〈분묘〉, 〈흑색시말서〉로 추천 완료되었다. 전 대우중공업 이사를 지냈으며, 현재 한세대학교 겸임교수이다. 개신교 바탕의 종교소설과 추리, 역사소설을 주로 쓴 종교문학가로 유명하며, 홍성사와 두란노, 신앙계 등에서 그의 소설을 출판했다. 한국 기독교 문학계에서는 보기 드문 종교소설가라는 긍정적인 평가와 종교문학이 취약한 한국 기독교 출판계의 현실을 보여주는 인물이라는 비판적인 평가가 모두 있다. 한민족의 기원을 '셈족'(노아의 세 아들 중 하나인 셈의 후손)임을 연구하는 창조사학회 부회장도 지냈다.

## 저서

### 소설
- 《흑색시말서》 (단편집)
- 《백골도》 (단편집)
- 《병사와 피리》
- 《땅끝에서 오다》
- 《땅끝으로 가다》
- 《제국과 천국》 (상,하)
- 《에녹행전》 (1-2)
- 《홍수 이후》 (1-4)
- 《땅끝의 시계탑》 (1-2)
- 《다가오는 소리》
- 《땅끝의 십자가》 (1-2)
- 《불타는 땅》 (1-2)
- 《임마누엘》 (1-3)
- 《공중의 학은 알고 있다》 (1-2)
- 《빛으로 땅끝까지》 (1-2)
- 《아브라함》 (1-2)
- 《동방》 (1-5)
- 《지저스 코드》 (1-2)
- 《바깥 사람들》
- 《아들의 나라》 (1-2)
- 《마르코스 요안네스》 (1-3)

### 신앙고백
- 《사랑은 죽음같이 강하고》
- 《사랑은 언제나 오래 참고》

### 칼럼집
- 《성경과의 만남》
- 《성경대로 살기》
- 《성경으로 보는 세계사》 (1-3)
- 《비느하스여 일어나라》
- 《별과 같이 비취리라》
- 《남자와 여자로 만드시고》
- 《다윗의 열쇠》
- 《잃어버린 마가를 찾아서》

## 작품집
- 《뒷골목의 전도사》
- 《건너가게 하소서》 (희곡집)